# DJ Smash
Андре́й Леони́дович Ши́рман (род. 23 мая 1982, Пермь), более известный под псевдонимом DJ Smash, — российский диджей, композитор и музыкальный продюсер. Лауреат премий «MTV Russia Music Awards», «Золотой граммофон» и «Муз-ТВ».

## Биография
Андрей Ширман родился в Перми в семье музыкантов. Отец — джазовый музыкант Леонид Моисеевич Ширман, мать — хормейстер, Заслуженный работник культуры РФ, ученик Ларисы Алексеевны Петровой.
В Перми учился в детской музыкальной школе по классу фортепиано, в школе с углубленным изучением английского языка № 77, международной экономической школе № 145. Затем окончил Пермский институт искусств и культуры и аспирантуру на кафедре психологии Пермского педагогического университета по специальности менеджер культуры.
В 1994 году DJ SMASH стал писать собственные треки на студии отца. В 14 лет представил дебютный альбом «Get Funky» и начал выступать в родном городе. В 1998 году создал композицию «Между небом и землёй», которая вошла в сборник популярной музыки «Танцевальный рай». А уже в 2000 году переехал в Москву и три года работал аранжировщиком на музыкальной студии «Депо».
В 2002 году стал резидентом московского клуба Shambala, а в 2003 году — клуба Zima Project. В 2004 году вместе с Алексеем Горобием создал музыкальный проект «Shambala Ансамбль», в рамках которого миксовал танцевальную музыку и хиты прошлых лет. В 2006 году получил награду Night Life Awards как лучший диджей, став самым молодым лауреатом за историю этой премии.
Первым музыкальным произведением, которое принесло ему широкую известность, стал ремикс на песню Юрия Антонова — «Я вспоминаю». После у DJ Smash было несколько хитов, включая сингл «Moscow Never Sleeps» (с англ. — «Москва никогда не спит»), попавший в ротацию всех музыкальных телеканалов и радиостанций. 
Во время видео-встречи Google+ от 19 мая 2012 года один из участников спросил у Андрея: «Moscow Never Sleeps, мелодию, ты сам написал или ещё кто-то тебе помог?»
 

На это DJ Smash ответил:
«Конечно, я. От начала до конца»[значимость факта?]. 
За эту композицию Андрей был награждён премией «Золотой Граммофон». Песня «Moscow Never Sleeps» использовалась в заставке утренней программы «Настроение» на телеканале ТВ Центр в 2008—2010 годах с урезанной продолжительностью. Также она звучала в двух сериях «Папиных дочек» и в нескольких художественных фильмах.
В 2008 году широкую известность получил сингл «Волна», на который впоследствии был снят клип. В песне звучит вокал Людмилы Соколовой.
Первый клип 2009 года — на композицию «Лучшие песни» с альбома IDDQD. Примечательно, что в этой композиции использован вокал самого диджея. Также участие в клипе принимал рэпер Сява. Режиссёром как этого клипа, так и «Волны», стал Павел Худяков.
В 2010 году DJ Smash стал резидентом европейских клубов MOVIDA (Лондон) и VIP ROOM (Сен-Тропе). Совместно с итальянским диджеем Alex Gaudino была записана англоязычная версия «Moscow Never Sleeps».
В 2011 году вышел второй альбом — «Twenty Three». В 2012 году выпускает синглы «Rendez-Vous», «Москва» (при участии группы «Винтаж»), «Любовь на расстоянии» при участии Верой Брежневой. Тем же летом Smash получил приглашение выступить на одной сцене с Давидом Геттой и Ники Ромеро в рамках фестиваля Electrobeach Festival Port-Barcarès во Франции.
В конце 2012 года на лейбле Velvet Music вышел третий альбом, который получил название «Новый мир».
В начале 2013 года при участии Семёна Слепакова выпустил сингл «Откат».
В июле совместно с Vengerov и Bobina при участии резидентов «Comedy Club» Матуа, Аверина и Кравец выпустил песню и клип «Нефть».
В июле 2015 года Smash вновь принял участие в Electrobeach Music Festival Port-Barcares. В этом же году вышел сингл Lovers2Lovers, на который был снят скандальный клип, а также совместная работа Smash и британского певца Stephen Ridley «The Night is Young». Позже ремикс на «The Night is Young» сделал актёр Тиль Швайгер. 
В 2016 году Андрей записал песню «Тёмные аллеи» при участии группы «Моя Мишель».
В 2017 году вышел альбом «SmashWorld». Также в 2017 году Smash играл на церемонии открытия и закрытия «Кубка Конфедерации». На закрытии спор участии Полины Гагариной и Егора Крида был представлен футбольный гимн «Команда».
В ходе президентских выборов 2018 года вошёл в состав движения Putin Team, выступавшего в поддержку Владимира Путина, и стал автором гимна «Путеводная звезда».
В феврале 2018 года, после своего выступления в одном из пермских клубов был избит экс-депутатом Заксобрания Пермского края Александром Телепневым и его другом Сергеем Ванкевичем. Поводом для конфликта послужило то, что Ширман отказался сделать повторное селфи с обидчиками. В июле 2018 года суд Перми приговорил Телепнева и Ванкевича к двум годам лишения свободы по статье «Умышленное причинение вреда здоровью средней тяжести, совершенное группой лиц из хулиганских побуждений».
В 2018 году Smash выпустил треки «Моя любовь 18», «Не переживай» и «Сохрани» при участии Артёма Пивоварова.
В апреле 2019 года выступил с симфоническим оркестром «Русская филармония» в Москве. В мае того же года вышел альбом «Viva Amnesia».
В 2020 году стал владельцем развлекательного портала и бренда People Talк.
В 2020 году 19 июня у Андрея Ширмана и фотомодели Анастасии Кривошеевой родилась дочь.
Ширман — совладелец более 10 ресторанов сети White Rabbit Family (Selfie, Chicha Peruvian, RedFox, Mushrooms, Сахалин Сочи, Че Харчо и других), «Гурман Шаурман», Черёмушкинского рынка, владелец караоке бара «Boom Boom Room» и музыкальной студии Smash Studio.

## Дискография

### Альбомы
| №   | Название                                                              | Длительность |
| --- | --------------------------------------------------------------------- | ------------ |
| 1.  | «Intro»                                                               | 3:22         |
| 2.  | «Moscow Never Sleeps» (feat. Fast Food)                               | 3:56         |
| 3.  | «Волна» (feat. Fast Food & Люда Соколова & Павел Воля)                | 3:33         |
| 4.  | «Dr Shoo Never Dies» (feat. DJ Vengerov & Лерика Голубева & Гулливер) | 4:55         |
| 5.  | «Любовь побеждает время» (feat. Дмитрий Дибров)                       | 3:34         |
| 6.  | «Лучшие песни»                                                        | 4:04         |
| 7.  | «Скажи себе (Don’t Stop)» (feat. Fast Food)                           | 5:28         |
| 8.  | «Паша — Face Control (Remix)» (feat. Дискотека Авария)                | 3:39         |
| 9.  | «Самолет» (feat. Наташа)                                              | 3:55         |
| 10. | «Оранжевый бэнтли» (feat. Петя Листерман)                             | 6:18         |
| 11. | «Ураган» (feat. Piere L.)                                             | 2:18         |
| 12. | «Танцуй» (feat. Александр Ревва»)                                     | 5:09         |
| 13. | «Моя Москва» (feat. Fast Food и Тимати)                               | 3:56         |
| 14. | «Волна (Бонус-трек)» (feat. Dj Antonie & Yoko Remix Video Edi)        | 5:28         |
| 15. | «Москва ждет февраль (Бонус-трек)»                                    | 4:12         |

| №   | Название                                      | Длительность |
| --- | --------------------------------------------- | ------------ |
| 1.  | «I need you now» (feat. Terri B! & Shayon)    | 4:06         |
| 2.  | «Show me to your love» (feat. Los Devchatos)  | 3:50         |
| 3.  | «From Russia with love» (feat. Los Devchatos) | 3:17         |
| 4.  | «Этой ночью» (feat. Лариса Долина)            | 3:45         |
| 5.  | «Можно без слов (Overture)»                   | 5:02         |
| 6.  | «Можно без слов»                              | 3:51         |
| 7.  | «Мелкая Д.»                                   | 3:41         |
| 8.  | «Птица» (feat. Tany)                          | 3:49         |
| 9.  | «Атас» (feat. MC Shayon & ЛЮБЭ)               | 3:29         |
| 10. | «Фокусы» (feat. Тимати)                       | 3:45         |
| 11. | «Get over you» (DJ She & Coco Star)           | 3:38         |
| 12. | «I wanna feel it» (Max C & Los Devchatos)     | 12:06        |

| №   | Название                                     | Длительность |
| --- | -------------------------------------------- | ------------ |
| 1.  | «Новый мир» (feat. Наталья Подольская)       |              |
| 2.  | «Любовь На Расстоянии» (feat. Вера Брежнева) |              |
| 3.  | «Москва» (feat. Винтаж)                      |              |
| 4.  | «Rendez-Vous» (feat. Mauri)                  |              |
| 5.  | «Магнит» (feat. T-Killah & Los Devchatos)    |              |
| 6.  | «Young Hearts»                               |              |
| 7.  | «Together» (feat. Mauri)                     |              |
| 8.  | «Мерси Баку» (feat. Достучаться До Небес)    |              |
| 9.  | «Jump» (feat. Тимур Родригез)                |              |
| 10. | «Атом» (feat. Artik & Asti)                  |              |
| 11. | «Только Вперед» (feat. Dj Vengerov)          |              |
| 12. | «Save Me Tonight» (feat. Radio Killer)       |              |
| 13. | «Откат» (feat. Семён Слепаков)               |              |

| №   | Название                                  | Длительность |
| --- | ----------------------------------------- | ------------ |
| 1.  | «Falling Stars» (feat. Morandi)           |              |
| 2.  | «Stop The Time»                           |              |
| 3.  | «The Edge» (feat. Livingstone)            |              |
| 4.  | «Goodbye My Love» (feat. Seri)            |              |
| 5.  | «Femme Fatale» (feat. Marie Demonte)      |              |
| 6.  | «The Renegades» (feat. Tara McDonald)     |              |
| 7.  | «Rapture»                                 |              |
| 8.  | «Drophead» (VS Bobina)                    |              |
| 9.  | «Electrobeach» (feat. Silvain Berreteaga) |              |
| 10. | «Break It» (feat. Ch. Armstrong)          |              |
| 11. | «Good Time» (feat. Craig David)           |              |
| 12. | «Star Track»                              |              |

| №   | Название                                   | Длительность |
| --- | ------------------------------------------ | ------------ |
| 1.  | «Intro Robin Bad Theme»                    | 2:46         |
| 2.  | «Love & Pride» (feat. Vengerov)            | 2:55         |
| 3.  | «Lovers 2 Lovers» (feat. Ridley)           | 2:52         |
| 4.  | «Cosmos»                                   | 3:07         |
| 5.  | «Until The End»                            | 3:04         |
| 6.  | «Fire»                                     | 2:39         |
| 7.  | «Leto»                                     | 2:40         |
| 8.  | «Your Friend»                              | 3:26         |
| 9.  | «Zvonok» (feat. Sonya Dramma)              | 3:07         |
| 10. | «The Night Is Young» (feat. Ridley)        | 3:42         |
| 11. | «Outro»                                    | 0:14         |
| 12. | «Love & Pride (Mr Belt & Wezol Remix)»     | 2:41         |
| 13. | «The Night Is Young (Til Schweiger Remix)» | 4:04         |

| №   | Название             | Длительность |
| --- | -------------------- | ------------ |
| 1.  | «Intro Viva Amnesia» | 1:26         |
| 2.  | «Амнезия»            | 2:50         |
| 3.  | «Суждено»            | 2:52         |
| 4.  | «Напьюсь Edit»       | 2:27         |
| 5.  | «Mama Said»          | 3:21         |
| 6.  | «Моя любовь 18»      | 3:18         |
| 7.  | «Не переживай»       | 3:12         |
| 8.  | «Сохрани»            | 3:00         |
| 9.  | «Расскажи»           | 2:57         |
| 10. | «My StoryRadio Edit» | 3:07         |
| 11. | «My DreamSmash Mix»  | 3:40         |
| 12. | «Команда»            | 3:38         |

### Синглы
| Год  | Название                                | Высшие позиции в чартах            | Высшие позиции в чартах | Высшие позиции в чартах | Клип | Лейбл               |
| Год  | Название                                | Содружество Независимых Государств | Россия                  | Украина                 | Клип | Лейбл               |
| ---- | --------------------------------------- | ---------------------------------- | ----------------------- | ----------------------- | ---- | ------------------- |
| 2021 | Новая волна (совместно с Моргенштерном) | 1                                  | 1                       | 1                       |      | Mansion Music       |
| 2022 | АТМЛ (совместно с Poët)                 | —                                  | —                       | —                       |      | Shirman / DNK Music |
| 2022 | CO2 (совместно с Artik & Asti)          | 22                                 | 11                      | —                       |      | RockFam / DNK Music |
| 2022 | Позвони (совместно с Nivesta)           | 23                                 | 3                       | —                       |      | RockFam / DNK Music |

### Радиосинглы
| Год  | Название                                            | Чарты                      | Чарты                              | Чарты                                       | Чарты                             | Чарты                      | Чарты  | Чарты                      | Альбом       |  |
| Год  | Название                                            | СНГ (Tophit Общий Топ-100) | Россия (Tophit Московский Топ-100) | Россия (Tophit Санкт-Петербургский Топ-100) | Украина (Tophit Киевский Топ-100) | Audience Choice TopHit 100 | Латвия | СНГ (Tophit Годовой общий) | Альбом       |  |
| ---- | --------------------------------------------------- | -------------------------- | ---------------------------------- | ------------------------------------------- | --------------------------------- | -------------------------- | ------ | -------------------------- | ------------ |  |
| 2007 | «Moscow Never Sleeps» (feat. Fast Food)             | 182                        | 1                                  | 2                                           | -                                 | 148                        | -      | -                          | IDDQD        |  |
| 2008 | «Моя Москва» (feat. Fast Food & Timati)             | 123                        | -                                  | -                                           | -                                 | 60                         | -      | -                          | IDDQD        |  |
| 2008 | «Я волна» (feat. Fast Food & Людмила Соколова)      | 2                          | 7                                  | 1                                           | 5                                 | 2                          | 26     | 61                         | IDDQD        |  |
| 2009 | «Москва ждет февраль»                               | 24                         | 31                                 | 16                                          | -                                 | 38                         | -      | 123                        | IDDQD        |  |
| 2009 | «Лучшие песни»                                      | 14                         | 56                                 | 5                                           | -                                 | 3                          | 8      | 111                        | IDDQD        |  |
| 2009 | «Между небом и землей» (feat. Шахзода)              | 39                         | 84                                 | 11                                          | 59                                | 8                          | -      | 163                        | TBA          |  |
| 2010 | «Самолет» (feat. Fast Food)                         | 40                         | 40                                 | 46                                          | -                                 | 50                         | 10     | 164                        | TBA          |  |
| 2010 | «Птица»                                             | 61                         | 57                                 | 33                                          | -                                 | 49                         | -      | 159                        | Twenty Three |  |
| 2010 | «From Russia With Love»                             | 58                         | 73                                 | 25                                          | -                                 | 48                         | -      | -                          | Twenty Three |  |
| 2011 | «Можно без слов»                                    | 60                         | -                                  | 27                                          | -                                 | 13                         | -      | 164                        | Twenty Three |  |
| 2011 | «Фокусы»(feat. Timati)                              | 253                        | -                                  | -                                           | -                                 | 217                        | -      | -                          | Twenty Three |  |
| 2011 | «Rendez-vous» (feat. Maury)                         | 28                         | 57                                 | 17                                          | -                                 | 13                         | -      | 136                        | Twenty Three |  |
| 2011 | «Lifemission» (feat. Chinkong)                      | 92                         | -                                  | 59                                          | -                                 | 114                        | -      | -                          | Twenty Three |  |
| 2012 | «Москва» (feat. Винтаж)                             | 1                          | 2                                  | 1                                           | -                                 | 17                         | 35     | 8                          | Новый мир    |  |
| 2012 | «Young Hearts»                                      | 115                        | -                                  | -                                           | -                                 | 59                         | -      | -                          | Новый мир    |  |
| 2012 | «Jump» (feat. Тимур Родригез)                       | 147                        | -                                  | -                                           | -                                 | 178                        | -      | -                          | Новый мир    |  |
| 2012 | «Любовь на расстоянии» (feat. Вера Брежнева)        | 14                         | 26                                 | 21                                          | 63                                | 5                          | -      | 130                        | Новый мир    |  |
| 2012 | «Только вперёд» (feat. DJ Vengerov)                 | 84                         | 56                                 | 75                                          | -                                 | 59                         | -      | -                          | Новый мир    |  |
| 2013 | «Новый мир» (feat. Наталья Подольская)              | 193                        | -                                  | -                                           | -                                 | 103                        | -      | -                          | Новый мир    |  |
| 2013 | «Good Time» (feat. Craig David)                     | 218                        | -                                  | -                                           | -                                 | 186                        | -      | -                          | TBA          |  |
| 2013 | «Stop the Time»                                     | 34                         | 26                                 | 25                                          | -                                 | 88                         | -      | 196                        | TBA          |  |
| 2013 | «3 желания» (feat. Винтаж)                          | 33                         | 43                                 | 40                                          | -                                 | 5                          | -      | -                          | TBA          |  |
| 2014 | «Rapture»                                           | 180                        | -                                  | -                                           | -                                 | 99                         | -      | -                          | Star Tracks  |  |
| 2014 | «The Edge» (feat. Livingstone)                      | 8                          | 14                                 | 7                                           | 74                                | -                          | -      | -                          | Star Tracks  |  |
| 2015 | « The Night Is Young»                               | 10                         | 34                                 | 25                                          | 16                                | 108                        | -      | -                          | TBA          |  |
| 2016 | «Тёмные Аллеи» (feat. Моя Мишель)                   | 2                          | 33                                 | 7                                           | -                                 | -                          | -      | -                          | TBA          |  |
| 2016 | «—» означает, что песня отсутствовала в чарте.      |                            |                                    |                                             |                                   |                            |        |                            |              |  |
| 2018 | Моя Любовь 18                                       | -                          | -                                  | -                                           | -                                 | -                          | -      | -                          |              |  |
| 2025 | Между Небом и Землёй. Новая версия (feat. Shahzoda) | -                          | -                                  | -                                           | -                                 | -                          | -      | -                          | TBA          |  |

### Видеоклипы
2000-e годы
- 2007 — Moscow Never Sleeps (feat. Fast Food)
- 2008 — Moscow Never Sleeps (feat. Timati & Fast Food)
- 2008 — Паша — Face Control (feat. Дискотека Авария)
- 2008 — Волна (feat. Fast Food)
- 2009 — Лучшие песни
- 2009 — Между Небом и Землей (с Shahzoda)

2010-e годы
- 2010 — Самолёт
- 2010 — Фокусы (feat. Тимати & Fast Food)
- 2010 — From Russia with love
- 2010 — Птица
- 2011 — Rendez-vous (feat. Mauri)
- 2011 — Можно без слов
- 2011 — На заре (feat. Алексей Рыжов & Chin Kong & Dj Abssent)
- 2012 — Москва (feat. Винтаж)
- 2012 — Young Hearts
- 2012 — Суббота (feat. MMDANCE)
- 2012 — Jump (feat. Тимур Родригез)
- 2012 — Любовь на расстоянии (feat. Вера Брежнева)
- 2012 — Только вперёд (feat. DJ Vengerov)
- 2013 — Откат (feat. Семён Слепаков)
- 2013 — ANGELS (с DJ MILLER, feat. ANYA)
- 2013 — Новый Мир (feat. Наталья Подольская)
- 2013 — Нефть (с Vengerov & Bobina, feat. Matuya & Averin & Kravets)
- 2013 — Stop The Time
- 2013 — 3 желания (feat. Винтаж)
- 2014 — BREAK IT (feat. Charlie Armstrong)
- 2014 — Rapture
- 2014 — Star Track
- 2014 — The Edge (feat. Livingstone)
- 2015 — The Night Is Young (feat. Ridley)
- 2015 — Lovers 2 Lovers (feat. Ridley)
- 2015 — Город, где сбываются мечты (feat. Винтаж)
- 2016 — Feel The Summer
- 2016 — Тёмные аллеи (feat. Моя Мишель)
- 2017 — Команда 2018 (feat. Полина Гагарина & Егор Крид)
- 2018 — Моя Любовь 18
- 2018 — Не переживай
- 2019 — Расскажи
- 2019 — Амнезия (feat. Люся Чеботина)
- 2019 — Гимн регби (feat. Дмитрий Ланской)
- 2019 — Все деньги мира

2020-e годы
- 2020 — Напьюсь
- 2020 — Весна у окна (feat. Не Гришковец)
- 2020 — Беги (feat. Poёt)
- 2020 — Пудинг (feat. Не Гришковец)
- 2021 — Новая волна (feat. MORGENSHTERN)
- 2021 — Тихий Гимн (feat. Karna.val)
- 2022 — СО2 (с Artik & Asti)
- 2022 — Позвони (с Nivesta)
- 2023 — Ты со мной или нет (с Мариной Кравец)
- 2023 — Любимая Пермь (мульт-версия)
- 2023 — Пятница (с Клавой Кокой)
- 2023 — Сновогодняя (feat. Poёt)
- 2024 — Любимая Пермь
- 2024 — СУПЕРГЕРОЙ (feat. Ольгой Серябкиной)

### Саундтреки
- 2012 — «Новый мир» (OST «12 месяцев»)

## Награды и премии
- 2006 — премия Night Life Awards «Лучший DJ»
- 2008 — премия MTV Russia Music Awards «Дебют года» и «Лучший танцевальный альбом».
- 2008 — Национальная музыкальная премия «Золотой граммофон» за песню «Moscow Never Sleeps»
- 2012 — 20 лучших песен, Красная звезда за песню «Москва»
- 2012 — VKLYBE.TV INDUSTRY AWARDS. Победитель в номинации «Лучший DJ»
- 2013 — Top Hit Music Awards. Победитель в номинации «Радиовзлёт 2012»
- 2013 — Премия Муз-ТВ. Победитель в номинации «Лучшее видео» за песню «Москва» feat. Винтаж
- 2013 — Fashion People Awards
- 2013 — VKLYBE.TV AWARDS. Победитель в номинации «Лучший celebrity проект» (Boom Boom Room)
- 2015 — VKLYBE.TV AWARDS. Победитель в номинации «Лучший DJ»
- 2016 — Alfa Future Awards
- 2016 — LF City Awards. Победитель в номинации «Лучший DJ»
- 2016 — VKLYBE.TV AWARDS. Победитель в номинации «Лучший DJ»

## Фильмография
- 2009 — Фига.Ro — охранник офиса
- 2013 — 12 месяцев — камео / Май
- 2014 — Капсула — камео
- 2015 — Реальные пацаны — камео (в одном эпизоде)
- 2018 — Хот-дог — камео